# Der Fischer Weltalmanach
Der Fischer Weltalmanach jest almanachem, popularną publikacją informacyjną wydawaną w Niemczech, we Frankfurcie nad Menem, tworzoną corocznie od końca 1959 przez zespół Fischer-Taschenbuch-Verlag.

## Koncepcja
Ideą która przyświecała twórcom almanachu była znalezienie nowej formy przekazu szybkiej informacji. Wzorując się na amerykańskim The World Almanac and Book of Facts wydawca Gottfried Bermann Fischer oraz redaktor Gustav Fochler-Hauke stworzyli produkt który stał bestsellerem na rynku niemieckim, osiągając już w pierwszym wydaniu nakład około 100 tys. egzemplarzy, choć omówiono w nim tylko 89 ówcześnie istniejących suwerennych państw. Z chwilą kolejnych wydań wzrastała objętość publikacji – 385 s. (1960), 480 s. (1980), 704 s. (2000), jak i jego cena – 3,30 DM (1960), 9,80 DM (1980), 24,90 DM (2000), 29,95 € (2009).

## Treść
Ponad 50% zawartości poświęcono scharakteryzowaniu 195 krajów świata, podając m.in. fakty i liczby oraz inne informacje podstawowe (język, PKB, walutę, strukturę kraju, społeczeństwa, państwa, rządu, partii politycznych i gospodarki), oraz kronikę wydarzeń za rok poprzedni. Informacje o Niemczech, Austrii i Szwajcarii są bogatsze. Każdy kraj federalny lub kanton przedstawiono bardziej precyzyjne, dodając kroniki wydarzeń oraz wiele zestawień statystycznych.
W publikacji zamieszczono kronikę wydarzeń minionego roku, omówiono najważniejsze tematy światowe, m.in. kryzys gospodarczo-finansowy, piractwo morskie, konflikty zbrojne. Dodano informacje na temat Unii Europejskiej i kilkudziesięciu organizacji międzynarodowych. Omówiono najbardziej istotne problemy z zakresu gospodarki, ochrony środowiska, kultury i sportu. Zawiera także biografie znanych osobistości i informacje na temat zmarłych.
Wydanie 2010, jubileuszowe, zawierało ponad 250 tys. zaktualizowanych danych, ponad 900 map, ilustracji i tabel. Omówiono w nim pięćdziesiąt edycji almanachu, istotne wydarzenia w rozwoju świata oraz znaczące osobistości w okresie lat 1960–2009.

## Publikacje alternatywne
- Time Almanac
- Whitaker’s Almanack
- The World Almanac and Book of Facts
- The CIA World Factbook
- The New York Times Almanac
- The Europa World Year Book